# 手島雄介
手島 雄介（てしま ゆうすけ、1983年1月26日 - ）は、埼玉県さいたま市出身の元モーターサイクル・ロードレースライダー。現レーシングチーム監督。
愛称は「テッシー」。身長172cm、体重65kg、B型。
2007年より加藤大治郎の遺志を継ぎ、ポケバイの「74Daijiro」を使用してのライディングスクールを開催している。

## 略歴
9歳でポケバイを始め、デビュー戦を優勝で飾る。中学生でミニバイクレースに転向。ミニバイク時代や125cc時代は地震で参戦車両のメンテナンスをしていた。
それまで家族のサポートでレース活動を続けてきたが、2000年にヤマハ系名門チームのSP忠男レーシングに加入し、SP250クラスにデビュー。初戦で2位表彰台を獲得する。同年夏に開催された鈴鹿4時間耐久ロードレースに出場、ペアを組んだ三瓶陽介と共に17歳コンビで優勝を飾る。
2001年、ST600に転向。ST600イーストエリアチャンピオンを獲得。
2002年、全日本ロードレース選手権のST600クラスにデビュー、第6戦スポーツランドSUGO大会で全日本初優勝を飾る。
2004年、全日本ロードレース選手権第6戦鈴鹿を欠場し、FIMアジアチャレンジカップ選手権に参戦。第1レース優勝、第2レース準優勝で国際レースデビューを飾る。
2005年、ヤマハ陣営のSP忠男レーシングから、ホンダ陣営のF.C.C.TSRへ移籍し
、全日本ST600クラスに参戦。鈴鹿8時間耐久ロードレースではXX-F Div.1クラス優勝(総合4位)。
2006年、全日本ロードレース選手権JSBクラスへステップアップ。MFJスーパーバイク・JSB新人賞獲得。
2007年、F.C.C.TSRからHRC（HONDAワークス)へ移籍。しかし同年、翌2008年と負傷により不本意なシーズンとなった。
2009年、ホンダワークスの全日本ロードレース選手権撤退により、古巣TSRへ復帰し全日本ST600に参戦、年間チャンピオンを獲得。
2010年、MotoGPのMoto2クラスに参戦するJiRチームからのオファーを受け、第7戦から第11戦までスポット参戦した。
2024年現在は全日本ロードレース選手権に参戦する「日本郵便 Honda Dream TP」の監督を務める。

## 戦績
- 2000年 鈴鹿SP4時間耐久レース 17歳ペアで優勝
- 2001年 ST600 イーストエリアチャンピオン
- 2002年 全日本ロードレース選手権ST600 シリーズランキング位
- 2003年 全日本ロードレース選手権ST600 シリーズランキング7位
- 2004年 FIM ST600アジアチャレンジカップ RD.4マレーシア戦優勝

全日本ロードレース選手権ST600 シリーズランキング7位
- 2005年 鈴鹿8時間耐久ロードレースXX-F Div.1クラス優勝 (総合4位)

全日本ロードレース選手権ST600 シリーズランキング2位
- 2006年 鈴鹿300km耐久ロードレース（鎌田学、手島）6位

全日本ロードレース選手権JSB1000 シリーズランキング12位
- 2007年 鈴鹿300km耐久ロードレース（手島、岡田忠之）リタイヤ

全日本ロードレース選手権JSBシリーズランキング12位
- 2008年 鈴鹿300km耐久ロードレース（ジョナサン・レイ、手島）5位

全日本ロードレース選手権JSB1000 シリーズランキング14位
- 2009年 全日本ロードレース選手権ST600 シリーズチャンピオン
- 2010年 ロードレース世界選手権Moto2 第7戦 - 第10戦に参戦、ランキング39位
- 2010年 ロードレース世界選手権Moto2 第14戦にスポット参戦しリタイア
- 2011年 全日本ロードレース選手権ST600ランキング23位 MotoMap SUPPLY スズキ・GSX-R600
- 2012年 全日本ロードレース選手権ST600ランキング5位 CLUB PLUS ONE ホンダ・CBR600RR

### 鈴鹿8時間耐久ロードレース
| 開催年 | マシン     | チーム                        | パートナー                  | 総合順位 |
| ------ | ---------- | ----------------------------- | --------------------------- | -------- |
| 2007年 | CBR1000RR  | F.C.C. TSR ZIP-FM Racing Team | 伊藤真一                    | 3位      |
| 2008年 | CBR1000RRW | DREAM Honda Racing Team       | 高橋裕紀 / ジョナサン・レイ | リタイア |
| 2012年 | CBR1000RR  | TOHO Racing with MORIWAKI     | 山口辰也 / 高橋裕紀         | 2位      |
| 2016年 | CBR1000RR  | 日本郵便 Honda 熊本レーシング | 吉田光弘 / 小島一浩         | 41位     |